# Ексимерна люмінесценція
Ексиме́рна люмінесце́нція (рос. люминесценция эксимеров, англ. excimer-luminescence) — нове випромінення, яке супроводить концентраційне гасіння люмінесценції у випадку, коли при цьому утворюється новий бімолекулярний комплекс — ексимер, який здатний до емісії.